# 19310 Osawa
19310 Osawa è un asteroide della fascia principale. Scoperto nel 1996, presenta un'orbita caratterizzata da un semiasse maggiore pari a 2,4059479 UA e da un'eccentricità di 0,1556660, inclinata di 3,78329° rispetto all'eclittica.
L'asteroide è dedicato all'omonima zona della città giapponese di Mitaka dove sorge l'osservatorio dove è avvenuta la scoperta dell'asteroide.